# لاري بوون
لاري بوون (بالإنجليزية: Larry Boone)‏ هو مغن مؤلف أمريكي، ولد في 7 يونيو 1956.

## وصلات خارجية
- لاري بوون على موقع ميوزك برينز (الإنجليزية)
- لاري بوون على موقع أول ميوزيك (الإنجليزية)
- لاري بوون على موقع ديسكوغز (الإنجليزية)